# 圣赫勒拿旗帜
圣赫勒拿旗帜于1984年10月4日采用。旗帜属蓝船旗，旗帜右部中心为圣赫勒拿徽章。
圣赫勒拿的附属领地并不使用该旗帜。特里斯坦-达库尼亚群岛和阿森松岛分别于2002年和2013年采用了新的旗帜。